# Anguanax zignoi
Anguanax zignoi è un rettile marino estinto, appartenente ai plesiosauri. Visse nel Giurassico superiore (Oxfordiano, circa 160 milioni di anni fa) e i suoi resti fossili sono stati ritrovati in Italia.

## Descrizione
Questo animale è conosciuto solo per un esemplare, noto come MPPL 18797, comprendente la metà posteriore del cranio e della mandibola, ancora in connessione anatomica, alcune vertebre del collo, parte del torace, parte di una pinna posteriore e metà della coda.
Come tutti i suoi simili, Anguanax doveva possedere un corpo compatto e quattro arti trasformati in strutture simili a pagaie. Il cranio, benché noto solo per resti incompleti, era lungo e slanciato, dotato di un rostro sottile. L'intero cranio doveva essere lungo circa 80 centimetri, e si suppone che l'esemplare completo potesse raggiungere i 4 metri. Anguanax possedeva alcune caratteristiche uniche, che permettono di distinguerlo da altri animali simili come Peloneustes o Gallardosaurus. L'osso prefrontale, ad esempio, era dotato di una proiezione posta a metà altezza del margine orbitale anteriore, che conferiva all'orbita la forma di un otto. Inoltre, la forma dell'osso coracoide era diversa da quella di qualunque altro plesiosauro noto.

## Classificazione
I fossili di questo animale vennero scoperti intorno alla metà degli anni '80 del secolo scorso nella zona di Kaberlaba (Asiago, provincia di Vicenza) nella formazione del Rosso Ammonitico Veronese. I resti vennero descritti per la prima volta nel 2014 e attribuiti a un esemplare indeterminato appartenente ai pliosauridi. L'anno successivo, un ulteriore esame dei resti ne ha permesso l'attribuzione a un nuovo genere e a una nuova specie, Anguanax zignoi (Cau e Fanti, 2015).
In particolare, questo animale sembrerebbe essere una forma basale dei pliosauridi, un gruppo di plesiosauri dotati di collo corto e grossa testa. Un'analisi cladistica ha indicato che Anguanax era più derivato rispetto ad Attenborosaurus ma più basale rispetto a Marmornectes, comunque alla base del clade dei pliosauridi derivati (Thalassophonea).
Di seguito è mostrato un cladogramma tratto dallo studio di Cau e Fanti (2015):
|  | Hauffiosaurus longirostris |
|  |                            |
|  | Hauffiosaurus tomistomimus |
|  |                            |
|  | Hauffiosaurus zanoni       |
|  |                            |

|  | Simolestes vorax |
|  | |
|  | \| \| Liopleurodon ferox \| \| \| \| \| \| pliosauridi specializzati (tra cui Brachauchenius, Kronosaurus, Pliosaurus e Gallardosaurus) \| \| \| \| |
|  | |
|  | Liopleurodon ferox |
|  | |
|  | pliosauridi specializzati (tra cui Brachauchenius, Kronosaurus, Pliosaurus e Gallardosaurus)                                                        |
|  | |

|  | Liopleurodon ferox                                                                           |
|  |                                                                                              |
|  | pliosauridi specializzati (tra cui Brachauchenius, Kronosaurus, Pliosaurus e Gallardosaurus) |
|  |                                                                                              |

|  | Simolestes vorax |
|  | |
|  | \| \| Liopleurodon ferox \| \| \| \| \| \| pliosauridi specializzati (tra cui Brachauchenius, Kronosaurus, Pliosaurus e Gallardosaurus) \| \| \| \| |
|  | |
|  | Liopleurodon ferox |
|  | |
|  | pliosauridi specializzati (tra cui Brachauchenius, Kronosaurus, Pliosaurus e Gallardosaurus)                                                        |
|  | |

|  | Liopleurodon ferox                                                                           |
|  |                                                                                              |
|  | pliosauridi specializzati (tra cui Brachauchenius, Kronosaurus, Pliosaurus e Gallardosaurus) |
|  |                                                                                              |

|  | Simolestes vorax |
|  | |
|  | \| \| Liopleurodon ferox \| \| \| \| \| \| pliosauridi specializzati (tra cui Brachauchenius, Kronosaurus, Pliosaurus e Gallardosaurus) \| \| \| \| |
|  | |
|  | Liopleurodon ferox |
|  | |
|  | pliosauridi specializzati (tra cui Brachauchenius, Kronosaurus, Pliosaurus e Gallardosaurus)                                                        |
|  | |

|  | Liopleurodon ferox                                                                           |
|  |                                                                                              |
|  | pliosauridi specializzati (tra cui Brachauchenius, Kronosaurus, Pliosaurus e Gallardosaurus) |
|  |                                                                                              |

|  | Simolestes vorax |
|  | |
|  | \| \| Liopleurodon ferox \| \| \| \| \| \| pliosauridi specializzati (tra cui Brachauchenius, Kronosaurus, Pliosaurus e Gallardosaurus) \| \| \| \| |
|  | |
|  | Liopleurodon ferox |
|  | |
|  | pliosauridi specializzati (tra cui Brachauchenius, Kronosaurus, Pliosaurus e Gallardosaurus)                                                        |
|  | |

|  | Liopleurodon ferox                                                                           |
|  |                                                                                              |
|  | pliosauridi specializzati (tra cui Brachauchenius, Kronosaurus, Pliosaurus e Gallardosaurus) |
|  |                                                                                              |

|  | Simolestes vorax |
|  | |
|  | \| \| Liopleurodon ferox \| \| \| \| \| \| pliosauridi specializzati (tra cui Brachauchenius, Kronosaurus, Pliosaurus e Gallardosaurus) \| \| \| \| |
|  | |
|  | Liopleurodon ferox |
|  | |
|  | pliosauridi specializzati (tra cui Brachauchenius, Kronosaurus, Pliosaurus e Gallardosaurus)                                                        |
|  | |

|  | Liopleurodon ferox                                                                           |
|  |                                                                                              |
|  | pliosauridi specializzati (tra cui Brachauchenius, Kronosaurus, Pliosaurus e Gallardosaurus) |
|  |                                                                                              |

|  | Simolestes vorax |
|  | |
|  | \| \| Liopleurodon ferox \| \| \| \| \| \| pliosauridi specializzati (tra cui Brachauchenius, Kronosaurus, Pliosaurus e Gallardosaurus) \| \| \| \| |
|  | |
|  | Liopleurodon ferox |
|  | |
|  | pliosauridi specializzati (tra cui Brachauchenius, Kronosaurus, Pliosaurus e Gallardosaurus)                                                        |
|  | |

|  | Liopleurodon ferox                                                                           |
|  |                                                                                              |
|  | pliosauridi specializzati (tra cui Brachauchenius, Kronosaurus, Pliosaurus e Gallardosaurus) |
|  |                                                                                              |

|  | Simolestes vorax |
|  | |
|  | \| \| Liopleurodon ferox \| \| \| \| \| \| pliosauridi specializzati (tra cui Brachauchenius, Kronosaurus, Pliosaurus e Gallardosaurus) \| \| \| \| |
|  | |
|  | Liopleurodon ferox |
|  | |
|  | pliosauridi specializzati (tra cui Brachauchenius, Kronosaurus, Pliosaurus e Gallardosaurus)                                                        |
|  | |

|  | Liopleurodon ferox                                                                           |
|  |                                                                                              |
|  | pliosauridi specializzati (tra cui Brachauchenius, Kronosaurus, Pliosaurus e Gallardosaurus) |
|  |                                                                                              |

|  | Simolestes vorax |
|  | |
|  | \| \| Liopleurodon ferox \| \| \| \| \| \| pliosauridi specializzati (tra cui Brachauchenius, Kronosaurus, Pliosaurus e Gallardosaurus) \| \| \| \| |
|  | |
|  | Liopleurodon ferox |
|  | |
|  | pliosauridi specializzati (tra cui Brachauchenius, Kronosaurus, Pliosaurus e Gallardosaurus)                                                        |
|  | |

|  | Liopleurodon ferox                                                                           |
|  |                                                                                              |
|  | pliosauridi specializzati (tra cui Brachauchenius, Kronosaurus, Pliosaurus e Gallardosaurus) |
|  |                                                                                              |

|  | Simolestes vorax |
|  | |
|  | \| \| Liopleurodon ferox \| \| \| \| \| \| pliosauridi specializzati (tra cui Brachauchenius, Kronosaurus, Pliosaurus e Gallardosaurus) \| \| \| \| |
|  | |
|  | Liopleurodon ferox |
|  | |
|  | pliosauridi specializzati (tra cui Brachauchenius, Kronosaurus, Pliosaurus e Gallardosaurus)                                                        |
|  | |

|  | Liopleurodon ferox                                                                           |
|  |                                                                                              |
|  | pliosauridi specializzati (tra cui Brachauchenius, Kronosaurus, Pliosaurus e Gallardosaurus) |
|  |                                                                                              |

|  | Simolestes vorax |
|  | |
|  | \| \| Liopleurodon ferox \| \| \| \| \| \| pliosauridi specializzati (tra cui Brachauchenius, Kronosaurus, Pliosaurus e Gallardosaurus) \| \| \| \| |
|  | |
|  | Liopleurodon ferox |
|  | |
|  | pliosauridi specializzati (tra cui Brachauchenius, Kronosaurus, Pliosaurus e Gallardosaurus)                                                        |
|  | |

|  | Liopleurodon ferox                                                                           |
|  |                                                                                              |
|  | pliosauridi specializzati (tra cui Brachauchenius, Kronosaurus, Pliosaurus e Gallardosaurus) |
|  |                                                                                              |

|  | Simolestes vorax |
|  | |
|  | \| \| Liopleurodon ferox \| \| \| \| \| \| pliosauridi specializzati (tra cui Brachauchenius, Kronosaurus, Pliosaurus e Gallardosaurus) \| \| \| \| |
|  | |
|  | Liopleurodon ferox |
|  | |
|  | pliosauridi specializzati (tra cui Brachauchenius, Kronosaurus, Pliosaurus e Gallardosaurus)                                                        |
|  | |

|  | Liopleurodon ferox                                                                           |
|  |                                                                                              |
|  | pliosauridi specializzati (tra cui Brachauchenius, Kronosaurus, Pliosaurus e Gallardosaurus) |
|  |                                                                                              |

|  | Simolestes vorax |
|  | |
|  | \| \| Liopleurodon ferox \| \| \| \| \| \| pliosauridi specializzati (tra cui Brachauchenius, Kronosaurus, Pliosaurus e Gallardosaurus) \| \| \| \| |
|  | |
|  | Liopleurodon ferox |
|  | |
|  | pliosauridi specializzati (tra cui Brachauchenius, Kronosaurus, Pliosaurus e Gallardosaurus)                                                        |
|  | |

|  | Liopleurodon ferox                                                                           |
|  |                                                                                              |
|  | pliosauridi specializzati (tra cui Brachauchenius, Kronosaurus, Pliosaurus e Gallardosaurus) |
|  |                                                                                              |

|  | Simolestes vorax |
|  | |
|  | \| \| Liopleurodon ferox \| \| \| \| \| \| pliosauridi specializzati (tra cui Brachauchenius, Kronosaurus, Pliosaurus e Gallardosaurus) \| \| \| \| |
|  | |
|  | Liopleurodon ferox |
|  | |
|  | pliosauridi specializzati (tra cui Brachauchenius, Kronosaurus, Pliosaurus e Gallardosaurus)                                                        |
|  | |

|  | Liopleurodon ferox                                                                           |
|  |                                                                                              |
|  | pliosauridi specializzati (tra cui Brachauchenius, Kronosaurus, Pliosaurus e Gallardosaurus) |
|  |                                                                                              |

|  | Simolestes vorax |
|  | |
|  | \| \| Liopleurodon ferox \| \| \| \| \| \| pliosauridi specializzati (tra cui Brachauchenius, Kronosaurus, Pliosaurus e Gallardosaurus) \| \| \| \| |
|  | |
|  | Liopleurodon ferox |
|  | |
|  | pliosauridi specializzati (tra cui Brachauchenius, Kronosaurus, Pliosaurus e Gallardosaurus)                                                        |
|  | |

|  | Liopleurodon ferox                                                                           |
|  |                                                                                              |
|  | pliosauridi specializzati (tra cui Brachauchenius, Kronosaurus, Pliosaurus e Gallardosaurus) |
|  |                                                                                              |

|  | Simolestes vorax |
|  | |
|  | \| \| Liopleurodon ferox \| \| \| \| \| \| pliosauridi specializzati (tra cui Brachauchenius, Kronosaurus, Pliosaurus e Gallardosaurus) \| \| \| \| |
|  | |
|  | Liopleurodon ferox |
|  | |
|  | pliosauridi specializzati (tra cui Brachauchenius, Kronosaurus, Pliosaurus e Gallardosaurus)                                                        |
|  | |

|  | Liopleurodon ferox                                                                           |
|  |                                                                                              |
|  | pliosauridi specializzati (tra cui Brachauchenius, Kronosaurus, Pliosaurus e Gallardosaurus) |
|  |                                                                                              |

|  | Simolestes vorax |
|  | |
|  | \| \| Liopleurodon ferox \| \| \| \| \| \| pliosauridi specializzati (tra cui Brachauchenius, Kronosaurus, Pliosaurus e Gallardosaurus) \| \| \| \| |
|  | |
|  | Liopleurodon ferox |
|  | |
|  | pliosauridi specializzati (tra cui Brachauchenius, Kronosaurus, Pliosaurus e Gallardosaurus)                                                        |
|  | |

|  | Liopleurodon ferox                                                                           |
|  |                                                                                              |
|  | pliosauridi specializzati (tra cui Brachauchenius, Kronosaurus, Pliosaurus e Gallardosaurus) |
|  |                                                                                              |

|  | Hauffiosaurus longirostris |
|  |                            |
|  | Hauffiosaurus tomistomimus |
|  |                            |
|  | Hauffiosaurus zanoni       |
|  |                            |

|  | Simolestes vorax |
|  | |
|  | \| \| Liopleurodon ferox \| \| \| \| \| \| pliosauridi specializzati (tra cui Brachauchenius, Kronosaurus, Pliosaurus e Gallardosaurus) \| \| \| \| |
|  | |
|  | Liopleurodon ferox |
|  | |
|  | pliosauridi specializzati (tra cui Brachauchenius, Kronosaurus, Pliosaurus e Gallardosaurus)                                                        |
|  | |

|  | Liopleurodon ferox                                                                           |
|  |                                                                                              |
|  | pliosauridi specializzati (tra cui Brachauchenius, Kronosaurus, Pliosaurus e Gallardosaurus) |
|  |                                                                                              |

|  | Simolestes vorax |
|  | |
|  | \| \| Liopleurodon ferox \| \| \| \| \| \| pliosauridi specializzati (tra cui Brachauchenius, Kronosaurus, Pliosaurus e Gallardosaurus) \| \| \| \| |
|  | |
|  | Liopleurodon ferox |
|  | |
|  | pliosauridi specializzati (tra cui Brachauchenius, Kronosaurus, Pliosaurus e Gallardosaurus)                                                        |
|  | |

|  | Liopleurodon ferox                                                                           |
|  |                                                                                              |
|  | pliosauridi specializzati (tra cui Brachauchenius, Kronosaurus, Pliosaurus e Gallardosaurus) |
|  |                                                                                              |

|  | Simolestes vorax |
|  | |
|  | \| \| Liopleurodon ferox \| \| \| \| \| \| pliosauridi specializzati (tra cui Brachauchenius, Kronosaurus, Pliosaurus e Gallardosaurus) \| \| \| \| |
|  | |
|  | Liopleurodon ferox |
|  | |
|  | pliosauridi specializzati (tra cui Brachauchenius, Kronosaurus, Pliosaurus e Gallardosaurus)                                                        |
|  | |

|  | Liopleurodon ferox                                                                           |
|  |                                                                                              |
|  | pliosauridi specializzati (tra cui Brachauchenius, Kronosaurus, Pliosaurus e Gallardosaurus) |
|  |                                                                                              |

|  | Simolestes vorax |
|  | |
|  | \| \| Liopleurodon ferox \| \| \| \| \| \| pliosauridi specializzati (tra cui Brachauchenius, Kronosaurus, Pliosaurus e Gallardosaurus) \| \| \| \| |
|  | |
|  | Liopleurodon ferox |
|  | |
|  | pliosauridi specializzati (tra cui Brachauchenius, Kronosaurus, Pliosaurus e Gallardosaurus)                                                        |
|  | |

|  | Liopleurodon ferox                                                                           |
|  |                                                                                              |
|  | pliosauridi specializzati (tra cui Brachauchenius, Kronosaurus, Pliosaurus e Gallardosaurus) |
|  |                                                                                              |

|  | Simolestes vorax |
|  | |
|  | \| \| Liopleurodon ferox \| \| \| \| \| \| pliosauridi specializzati (tra cui Brachauchenius, Kronosaurus, Pliosaurus e Gallardosaurus) \| \| \| \| |
|  | |
|  | Liopleurodon ferox |
|  | |
|  | pliosauridi specializzati (tra cui Brachauchenius, Kronosaurus, Pliosaurus e Gallardosaurus)                                                        |
|  | |

|  | Liopleurodon ferox                                                                           |
|  |                                                                                              |
|  | pliosauridi specializzati (tra cui Brachauchenius, Kronosaurus, Pliosaurus e Gallardosaurus) |
|  |                                                                                              |

|  | Simolestes vorax |
|  | |
|  | \| \| Liopleurodon ferox \| \| \| \| \| \| pliosauridi specializzati (tra cui Brachauchenius, Kronosaurus, Pliosaurus e Gallardosaurus) \| \| \| \| |
|  | |
|  | Liopleurodon ferox |
|  | |
|  | pliosauridi specializzati (tra cui Brachauchenius, Kronosaurus, Pliosaurus e Gallardosaurus)                                                        |
|  | |

|  | Liopleurodon ferox                                                                           |
|  |                                                                                              |
|  | pliosauridi specializzati (tra cui Brachauchenius, Kronosaurus, Pliosaurus e Gallardosaurus) |
|  |                                                                                              |

|  | Simolestes vorax |
|  | |
|  | \| \| Liopleurodon ferox \| \| \| \| \| \| pliosauridi specializzati (tra cui Brachauchenius, Kronosaurus, Pliosaurus e Gallardosaurus) \| \| \| \| |
|  | |
|  | Liopleurodon ferox |
|  | |
|  | pliosauridi specializzati (tra cui Brachauchenius, Kronosaurus, Pliosaurus e Gallardosaurus)                                                        |
|  | |

|  | Liopleurodon ferox                                                                           |
|  |                                                                                              |
|  | pliosauridi specializzati (tra cui Brachauchenius, Kronosaurus, Pliosaurus e Gallardosaurus) |
|  |                                                                                              |

|  | Simolestes vorax |
|  | |
|  | \| \| Liopleurodon ferox \| \| \| \| \| \| pliosauridi specializzati (tra cui Brachauchenius, Kronosaurus, Pliosaurus e Gallardosaurus) \| \| \| \| |
|  | |
|  | Liopleurodon ferox |
|  | |
|  | pliosauridi specializzati (tra cui Brachauchenius, Kronosaurus, Pliosaurus e Gallardosaurus)                                                        |
|  | |

|  | Liopleurodon ferox                                                                           |
|  |                                                                                              |
|  | pliosauridi specializzati (tra cui Brachauchenius, Kronosaurus, Pliosaurus e Gallardosaurus) |
|  |                                                                                              |

|  | Simolestes vorax |
|  | |
|  | \| \| Liopleurodon ferox \| \| \| \| \| \| pliosauridi specializzati (tra cui Brachauchenius, Kronosaurus, Pliosaurus e Gallardosaurus) \| \| \| \| |
|  | |
|  | Liopleurodon ferox |
|  | |
|  | pliosauridi specializzati (tra cui Brachauchenius, Kronosaurus, Pliosaurus e Gallardosaurus)                                                        |
|  | |

|  | Liopleurodon ferox                                                                           |
|  |                                                                                              |
|  | pliosauridi specializzati (tra cui Brachauchenius, Kronosaurus, Pliosaurus e Gallardosaurus) |
|  |                                                                                              |

|  | Simolestes vorax |
|  | |
|  | \| \| Liopleurodon ferox \| \| \| \| \| \| pliosauridi specializzati (tra cui Brachauchenius, Kronosaurus, Pliosaurus e Gallardosaurus) \| \| \| \| |
|  | |
|  | Liopleurodon ferox |
|  | |
|  | pliosauridi specializzati (tra cui Brachauchenius, Kronosaurus, Pliosaurus e Gallardosaurus)                                                        |
|  | |

|  | Liopleurodon ferox                                                                           |
|  |                                                                                              |
|  | pliosauridi specializzati (tra cui Brachauchenius, Kronosaurus, Pliosaurus e Gallardosaurus) |
|  |                                                                                              |

|  | Simolestes vorax |
|  | |
|  | \| \| Liopleurodon ferox \| \| \| \| \| \| pliosauridi specializzati (tra cui Brachauchenius, Kronosaurus, Pliosaurus e Gallardosaurus) \| \| \| \| |
|  | |
|  | Liopleurodon ferox |
|  | |
|  | pliosauridi specializzati (tra cui Brachauchenius, Kronosaurus, Pliosaurus e Gallardosaurus)                                                        |
|  | |

|  | Liopleurodon ferox                                                                           |
|  |                                                                                              |
|  | pliosauridi specializzati (tra cui Brachauchenius, Kronosaurus, Pliosaurus e Gallardosaurus) |
|  |                                                                                              |

|  | Simolestes vorax |
|  | |
|  | \| \| Liopleurodon ferox \| \| \| \| \| \| pliosauridi specializzati (tra cui Brachauchenius, Kronosaurus, Pliosaurus e Gallardosaurus) \| \| \| \| |
|  | |
|  | Liopleurodon ferox |
|  | |
|  | pliosauridi specializzati (tra cui Brachauchenius, Kronosaurus, Pliosaurus e Gallardosaurus)                                                        |
|  | |

|  | Liopleurodon ferox                                                                           |
|  |                                                                                              |
|  | pliosauridi specializzati (tra cui Brachauchenius, Kronosaurus, Pliosaurus e Gallardosaurus) |
|  |                                                                                              |

|  | Simolestes vorax |
|  | |
|  | \| \| Liopleurodon ferox \| \| \| \| \| \| pliosauridi specializzati (tra cui Brachauchenius, Kronosaurus, Pliosaurus e Gallardosaurus) \| \| \| \| |
|  | |
|  | Liopleurodon ferox |
|  | |
|  | pliosauridi specializzati (tra cui Brachauchenius, Kronosaurus, Pliosaurus e Gallardosaurus)                                                        |
|  | |

|  | Liopleurodon ferox                                                                           |
|  |                                                                                              |
|  | pliosauridi specializzati (tra cui Brachauchenius, Kronosaurus, Pliosaurus e Gallardosaurus) |
|  |                                                                                              |

|  | Simolestes vorax |
|  | |
|  | \| \| Liopleurodon ferox \| \| \| \| \| \| pliosauridi specializzati (tra cui Brachauchenius, Kronosaurus, Pliosaurus e Gallardosaurus) \| \| \| \| |
|  | |
|  | Liopleurodon ferox |
|  | |
|  | pliosauridi specializzati (tra cui Brachauchenius, Kronosaurus, Pliosaurus e Gallardosaurus)                                                        |
|  | |

|  | Liopleurodon ferox                                                                           |
|  |                                                                                              |
|  | pliosauridi specializzati (tra cui Brachauchenius, Kronosaurus, Pliosaurus e Gallardosaurus) |
|  |                                                                                              |

|  | Simolestes vorax |
|  | |
|  | \| \| Liopleurodon ferox \| \| \| \| \| \| pliosauridi specializzati (tra cui Brachauchenius, Kronosaurus, Pliosaurus e Gallardosaurus) \| \| \| \| |
|  | |
|  | Liopleurodon ferox |
|  | |
|  | pliosauridi specializzati (tra cui Brachauchenius, Kronosaurus, Pliosaurus e Gallardosaurus)                                                        |
|  | |

|  | Liopleurodon ferox                                                                           |
|  |                                                                                              |
|  | pliosauridi specializzati (tra cui Brachauchenius, Kronosaurus, Pliosaurus e Gallardosaurus) |
|  |                                                                                              |

|  | Simolestes vorax |
|  | |
|  | \| \| Liopleurodon ferox \| \| \| \| \| \| pliosauridi specializzati (tra cui Brachauchenius, Kronosaurus, Pliosaurus e Gallardosaurus) \| \| \| \| |
|  | |
|  | Liopleurodon ferox |
|  | |
|  | pliosauridi specializzati (tra cui Brachauchenius, Kronosaurus, Pliosaurus e Gallardosaurus)                                                        |
|  | |

|  | Liopleurodon ferox                                                                           |
|  |                                                                                              |
|  | pliosauridi specializzati (tra cui Brachauchenius, Kronosaurus, Pliosaurus e Gallardosaurus) |
|  |                                                                                              |

|  | Hauffiosaurus longirostris |
|  |                            |
|  | Hauffiosaurus tomistomimus |
|  |                            |
|  | Hauffiosaurus zanoni       |
|  |                            |

|  | Simolestes vorax |
|  | |
|  | \| \| Liopleurodon ferox \| \| \| \| \| \| pliosauridi specializzati (tra cui Brachauchenius, Kronosaurus, Pliosaurus e Gallardosaurus) \| \| \| \| |
|  | |
|  | Liopleurodon ferox |
|  | |
|  | pliosauridi specializzati (tra cui Brachauchenius, Kronosaurus, Pliosaurus e Gallardosaurus)                                                        |
|  | |

|  | Liopleurodon ferox                                                                           |
|  |                                                                                              |
|  | pliosauridi specializzati (tra cui Brachauchenius, Kronosaurus, Pliosaurus e Gallardosaurus) |
|  |                                                                                              |

|  | Simolestes vorax |
|  | |
|  | \| \| Liopleurodon ferox \| \| \| \| \| \| pliosauridi specializzati (tra cui Brachauchenius, Kronosaurus, Pliosaurus e Gallardosaurus) \| \| \| \| |
|  | |
|  | Liopleurodon ferox |
|  | |
|  | pliosauridi specializzati (tra cui Brachauchenius, Kronosaurus, Pliosaurus e Gallardosaurus)                                                        |
|  | |

|  | Liopleurodon ferox                                                                           |
|  |                                                                                              |
|  | pliosauridi specializzati (tra cui Brachauchenius, Kronosaurus, Pliosaurus e Gallardosaurus) |
|  |                                                                                              |

|  | Simolestes vorax |
|  | |
|  | \| \| Liopleurodon ferox \| \| \| \| \| \| pliosauridi specializzati (tra cui Brachauchenius, Kronosaurus, Pliosaurus e Gallardosaurus) \| \| \| \| |
|  | |
|  | Liopleurodon ferox |
|  | |
|  | pliosauridi specializzati (tra cui Brachauchenius, Kronosaurus, Pliosaurus e Gallardosaurus)                                                        |
|  | |

|  | Liopleurodon ferox                                                                           |
|  |                                                                                              |
|  | pliosauridi specializzati (tra cui Brachauchenius, Kronosaurus, Pliosaurus e Gallardosaurus) |
|  |                                                                                              |

|  | Simolestes vorax |
|  | |
|  | \| \| Liopleurodon ferox \| \| \| \| \| \| pliosauridi specializzati (tra cui Brachauchenius, Kronosaurus, Pliosaurus e Gallardosaurus) \| \| \| \| |
|  | |
|  | Liopleurodon ferox |
|  | |
|  | pliosauridi specializzati (tra cui Brachauchenius, Kronosaurus, Pliosaurus e Gallardosaurus)                                                        |
|  | |

|  | Liopleurodon ferox                                                                           |
|  |                                                                                              |
|  | pliosauridi specializzati (tra cui Brachauchenius, Kronosaurus, Pliosaurus e Gallardosaurus) |
|  |                                                                                              |

|  | Simolestes vorax |
|  | |
|  | \| \| Liopleurodon ferox \| \| \| \| \| \| pliosauridi specializzati (tra cui Brachauchenius, Kronosaurus, Pliosaurus e Gallardosaurus) \| \| \| \| |
|  | |
|  | Liopleurodon ferox |
|  | |
|  | pliosauridi specializzati (tra cui Brachauchenius, Kronosaurus, Pliosaurus e Gallardosaurus)                                                        |
|  | |

|  | Liopleurodon ferox                                                                           |
|  |                                                                                              |
|  | pliosauridi specializzati (tra cui Brachauchenius, Kronosaurus, Pliosaurus e Gallardosaurus) |
|  |                                                                                              |

|  | Simolestes vorax |
|  | |
|  | \| \| Liopleurodon ferox \| \| \| \| \| \| pliosauridi specializzati (tra cui Brachauchenius, Kronosaurus, Pliosaurus e Gallardosaurus) \| \| \| \| |
|  | |
|  | Liopleurodon ferox |
|  | |
|  | pliosauridi specializzati (tra cui Brachauchenius, Kronosaurus, Pliosaurus e Gallardosaurus)                                                        |
|  | |

|  | Liopleurodon ferox                                                                           |
|  |                                                                                              |
|  | pliosauridi specializzati (tra cui Brachauchenius, Kronosaurus, Pliosaurus e Gallardosaurus) |
|  |                                                                                              |

|  | Simolestes vorax |
|  | |
|  | \| \| Liopleurodon ferox \| \| \| \| \| \| pliosauridi specializzati (tra cui Brachauchenius, Kronosaurus, Pliosaurus e Gallardosaurus) \| \| \| \| |
|  | |
|  | Liopleurodon ferox |
|  | |
|  | pliosauridi specializzati (tra cui Brachauchenius, Kronosaurus, Pliosaurus e Gallardosaurus)                                                        |
|  | |

|  | Liopleurodon ferox                                                                           |
|  |                                                                                              |
|  | pliosauridi specializzati (tra cui Brachauchenius, Kronosaurus, Pliosaurus e Gallardosaurus) |
|  |                                                                                              |

|  | Simolestes vorax |
|  | |
|  | \| \| Liopleurodon ferox \| \| \| \| \| \| pliosauridi specializzati (tra cui Brachauchenius, Kronosaurus, Pliosaurus e Gallardosaurus) \| \| \| \| |
|  | |
|  | Liopleurodon ferox |
|  | |
|  | pliosauridi specializzati (tra cui Brachauchenius, Kronosaurus, Pliosaurus e Gallardosaurus)                                                        |
|  | |

|  | Liopleurodon ferox                                                                           |
|  |                                                                                              |
|  | pliosauridi specializzati (tra cui Brachauchenius, Kronosaurus, Pliosaurus e Gallardosaurus) |
|  |                                                                                              |

|  | Simolestes vorax |
|  | |
|  | \| \| Liopleurodon ferox \| \| \| \| \| \| pliosauridi specializzati (tra cui Brachauchenius, Kronosaurus, Pliosaurus e Gallardosaurus) \| \| \| \| |
|  | |
|  | Liopleurodon ferox |
|  | |
|  | pliosauridi specializzati (tra cui Brachauchenius, Kronosaurus, Pliosaurus e Gallardosaurus)                                                        |
|  | |

|  | Liopleurodon ferox                                                                           |
|  |                                                                                              |
|  | pliosauridi specializzati (tra cui Brachauchenius, Kronosaurus, Pliosaurus e Gallardosaurus) |
|  |                                                                                              |

|  | Simolestes vorax |
|  | |
|  | \| \| Liopleurodon ferox \| \| \| \| \| \| pliosauridi specializzati (tra cui Brachauchenius, Kronosaurus, Pliosaurus e Gallardosaurus) \| \| \| \| |
|  | |
|  | Liopleurodon ferox |
|  | |
|  | pliosauridi specializzati (tra cui Brachauchenius, Kronosaurus, Pliosaurus e Gallardosaurus)                                                        |
|  | |

|  | Liopleurodon ferox                                                                           |
|  |                                                                                              |
|  | pliosauridi specializzati (tra cui Brachauchenius, Kronosaurus, Pliosaurus e Gallardosaurus) |
|  |                                                                                              |

|  | Simolestes vorax |
|  | |
|  | \| \| Liopleurodon ferox \| \| \| \| \| \| pliosauridi specializzati (tra cui Brachauchenius, Kronosaurus, Pliosaurus e Gallardosaurus) \| \| \| \| |
|  | |
|  | Liopleurodon ferox |
|  | |
|  | pliosauridi specializzati (tra cui Brachauchenius, Kronosaurus, Pliosaurus e Gallardosaurus)                                                        |
|  | |

|  | Liopleurodon ferox                                                                           |
|  |                                                                                              |
|  | pliosauridi specializzati (tra cui Brachauchenius, Kronosaurus, Pliosaurus e Gallardosaurus) |
|  |                                                                                              |

|  | Simolestes vorax |
|  | |
|  | \| \| Liopleurodon ferox \| \| \| \| \| \| pliosauridi specializzati (tra cui Brachauchenius, Kronosaurus, Pliosaurus e Gallardosaurus) \| \| \| \| |
|  | |
|  | Liopleurodon ferox |
|  | |
|  | pliosauridi specializzati (tra cui Brachauchenius, Kronosaurus, Pliosaurus e Gallardosaurus)                                                        |
|  | |

|  | Liopleurodon ferox                                                                           |
|  |                                                                                              |
|  | pliosauridi specializzati (tra cui Brachauchenius, Kronosaurus, Pliosaurus e Gallardosaurus) |
|  |                                                                                              |

|  | Simolestes vorax |
|  | |
|  | \| \| Liopleurodon ferox \| \| \| \| \| \| pliosauridi specializzati (tra cui Brachauchenius, Kronosaurus, Pliosaurus e Gallardosaurus) \| \| \| \| |
|  | |
|  | Liopleurodon ferox |
|  | |
|  | pliosauridi specializzati (tra cui Brachauchenius, Kronosaurus, Pliosaurus e Gallardosaurus)                                                        |
|  | |

|  | Liopleurodon ferox                                                                           |
|  |                                                                                              |
|  | pliosauridi specializzati (tra cui Brachauchenius, Kronosaurus, Pliosaurus e Gallardosaurus) |
|  |                                                                                              |

|  | Simolestes vorax |
|  | |
|  | \| \| Liopleurodon ferox \| \| \| \| \| \| pliosauridi specializzati (tra cui Brachauchenius, Kronosaurus, Pliosaurus e Gallardosaurus) \| \| \| \| |
|  | |
|  | Liopleurodon ferox |
|  | |
|  | pliosauridi specializzati (tra cui Brachauchenius, Kronosaurus, Pliosaurus e Gallardosaurus)                                                        |
|  | |

|  | Liopleurodon ferox                                                                           |
|  |                                                                                              |
|  | pliosauridi specializzati (tra cui Brachauchenius, Kronosaurus, Pliosaurus e Gallardosaurus) |
|  |                                                                                              |

|  | Simolestes vorax |
|  | |
|  | \| \| Liopleurodon ferox \| \| \| \| \| \| pliosauridi specializzati (tra cui Brachauchenius, Kronosaurus, Pliosaurus e Gallardosaurus) \| \| \| \| |
|  | |
|  | Liopleurodon ferox |
|  | |
|  | pliosauridi specializzati (tra cui Brachauchenius, Kronosaurus, Pliosaurus e Gallardosaurus)                                                        |
|  | |

|  | Liopleurodon ferox                                                                           |
|  |                                                                                              |
|  | pliosauridi specializzati (tra cui Brachauchenius, Kronosaurus, Pliosaurus e Gallardosaurus) |
|  |                                                                                              |

|  | Simolestes vorax |
|  | |
|  | \| \| Liopleurodon ferox \| \| \| \| \| \| pliosauridi specializzati (tra cui Brachauchenius, Kronosaurus, Pliosaurus e Gallardosaurus) \| \| \| \| |
|  | |
|  | Liopleurodon ferox |
|  | |
|  | pliosauridi specializzati (tra cui Brachauchenius, Kronosaurus, Pliosaurus e Gallardosaurus)                                                        |
|  | |

|  | Liopleurodon ferox                                                                           |
|  |                                                                                              |
|  | pliosauridi specializzati (tra cui Brachauchenius, Kronosaurus, Pliosaurus e Gallardosaurus) |
|  |                                                                                              |

|  | Hauffiosaurus longirostris |
|  |                            |
|  | Hauffiosaurus tomistomimus |
|  |                            |
|  | Hauffiosaurus zanoni       |
|  |                            |

|  | Simolestes vorax |
|  | |
|  | \| \| Liopleurodon ferox \| \| \| \| \| \| pliosauridi specializzati (tra cui Brachauchenius, Kronosaurus, Pliosaurus e Gallardosaurus) \| \| \| \| |
|  | |
|  | Liopleurodon ferox |
|  | |
|  | pliosauridi specializzati (tra cui Brachauchenius, Kronosaurus, Pliosaurus e Gallardosaurus)                                                        |
|  | |

|  | Liopleurodon ferox                                                                           |
|  |                                                                                              |
|  | pliosauridi specializzati (tra cui Brachauchenius, Kronosaurus, Pliosaurus e Gallardosaurus) |
|  |                                                                                              |

|  | Simolestes vorax |
|  | |
|  | \| \| Liopleurodon ferox \| \| \| \| \| \| pliosauridi specializzati (tra cui Brachauchenius, Kronosaurus, Pliosaurus e Gallardosaurus) \| \| \| \| |
|  | |
|  | Liopleurodon ferox |
|  | |
|  | pliosauridi specializzati (tra cui Brachauchenius, Kronosaurus, Pliosaurus e Gallardosaurus)                                                        |
|  | |

|  | Liopleurodon ferox                                                                           |
|  |                                                                                              |
|  | pliosauridi specializzati (tra cui Brachauchenius, Kronosaurus, Pliosaurus e Gallardosaurus) |
|  |                                                                                              |

|  | Simolestes vorax |
|  | |
|  | \| \| Liopleurodon ferox \| \| \| \| \| \| pliosauridi specializzati (tra cui Brachauchenius, Kronosaurus, Pliosaurus e Gallardosaurus) \| \| \| \| |
|  | |
|  | Liopleurodon ferox |
|  | |
|  | pliosauridi specializzati (tra cui Brachauchenius, Kronosaurus, Pliosaurus e Gallardosaurus)                                                        |
|  | |

|  | Liopleurodon ferox                                                                           |
|  |                                                                                              |
|  | pliosauridi specializzati (tra cui Brachauchenius, Kronosaurus, Pliosaurus e Gallardosaurus) |
|  |                                                                                              |

|  | Simolestes vorax |
|  | |
|  | \| \| Liopleurodon ferox \| \| \| \| \| \| pliosauridi specializzati (tra cui Brachauchenius, Kronosaurus, Pliosaurus e Gallardosaurus) \| \| \| \| |
|  | |
|  | Liopleurodon ferox |
|  | |
|  | pliosauridi specializzati (tra cui Brachauchenius, Kronosaurus, Pliosaurus e Gallardosaurus)                                                        |
|  | |

|  | Liopleurodon ferox                                                                           |
|  |                                                                                              |
|  | pliosauridi specializzati (tra cui Brachauchenius, Kronosaurus, Pliosaurus e Gallardosaurus) |
|  |                                                                                              |

|  | Simolestes vorax |
|  | |
|  | \| \| Liopleurodon ferox \| \| \| \| \| \| pliosauridi specializzati (tra cui Brachauchenius, Kronosaurus, Pliosaurus e Gallardosaurus) \| \| \| \| |
|  | |
|  | Liopleurodon ferox |
|  | |
|  | pliosauridi specializzati (tra cui Brachauchenius, Kronosaurus, Pliosaurus e Gallardosaurus)                                                        |
|  | |

|  | Liopleurodon ferox                                                                           |
|  |                                                                                              |
|  | pliosauridi specializzati (tra cui Brachauchenius, Kronosaurus, Pliosaurus e Gallardosaurus) |
|  |                                                                                              |

|  | Simolestes vorax |
|  | |
|  | \| \| Liopleurodon ferox \| \| \| \| \| \| pliosauridi specializzati (tra cui Brachauchenius, Kronosaurus, Pliosaurus e Gallardosaurus) \| \| \| \| |
|  | |
|  | Liopleurodon ferox |
|  | |
|  | pliosauridi specializzati (tra cui Brachauchenius, Kronosaurus, Pliosaurus e Gallardosaurus)                                                        |
|  | |

|  | Liopleurodon ferox                                                                           |
|  |                                                                                              |
|  | pliosauridi specializzati (tra cui Brachauchenius, Kronosaurus, Pliosaurus e Gallardosaurus) |
|  |                                                                                              |

|  | Simolestes vorax |
|  | |
|  | \| \| Liopleurodon ferox \| \| \| \| \| \| pliosauridi specializzati (tra cui Brachauchenius, Kronosaurus, Pliosaurus e Gallardosaurus) \| \| \| \| |
|  | |
|  | Liopleurodon ferox |
|  | |
|  | pliosauridi specializzati (tra cui Brachauchenius, Kronosaurus, Pliosaurus e Gallardosaurus)                                                        |
|  | |

|  | Liopleurodon ferox                                                                           |
|  |                                                                                              |
|  | pliosauridi specializzati (tra cui Brachauchenius, Kronosaurus, Pliosaurus e Gallardosaurus) |
|  |                                                                                              |

|  | Simolestes vorax |
|  | |
|  | \| \| Liopleurodon ferox \| \| \| \| \| \| pliosauridi specializzati (tra cui Brachauchenius, Kronosaurus, Pliosaurus e Gallardosaurus) \| \| \| \| |
|  | |
|  | Liopleurodon ferox |
|  | |
|  | pliosauridi specializzati (tra cui Brachauchenius, Kronosaurus, Pliosaurus e Gallardosaurus)                                                        |
|  | |

|  | Liopleurodon ferox                                                                           |
|  |                                                                                              |
|  | pliosauridi specializzati (tra cui Brachauchenius, Kronosaurus, Pliosaurus e Gallardosaurus) |
|  |                                                                                              |

|  | Simolestes vorax |
|  | |
|  | \| \| Liopleurodon ferox \| \| \| \| \| \| pliosauridi specializzati (tra cui Brachauchenius, Kronosaurus, Pliosaurus e Gallardosaurus) \| \| \| \| |
|  | |
|  | Liopleurodon ferox |
|  | |
|  | pliosauridi specializzati (tra cui Brachauchenius, Kronosaurus, Pliosaurus e Gallardosaurus)                                                        |
|  | |

|  | Liopleurodon ferox                                                                           |
|  |                                                                                              |
|  | pliosauridi specializzati (tra cui Brachauchenius, Kronosaurus, Pliosaurus e Gallardosaurus) |
|  |                                                                                              |

|  | Simolestes vorax |
|  | |
|  | \| \| Liopleurodon ferox \| \| \| \| \| \| pliosauridi specializzati (tra cui Brachauchenius, Kronosaurus, Pliosaurus e Gallardosaurus) \| \| \| \| |
|  | |
|  | Liopleurodon ferox |
|  | |
|  | pliosauridi specializzati (tra cui Brachauchenius, Kronosaurus, Pliosaurus e Gallardosaurus)                                                        |
|  | |

|  | Liopleurodon ferox                                                                           |
|  |                                                                                              |
|  | pliosauridi specializzati (tra cui Brachauchenius, Kronosaurus, Pliosaurus e Gallardosaurus) |
|  |                                                                                              |

|  | Simolestes vorax |
|  | |
|  | \| \| Liopleurodon ferox \| \| \| \| \| \| pliosauridi specializzati (tra cui Brachauchenius, Kronosaurus, Pliosaurus e Gallardosaurus) \| \| \| \| |
|  | |
|  | Liopleurodon ferox |
|  | |
|  | pliosauridi specializzati (tra cui Brachauchenius, Kronosaurus, Pliosaurus e Gallardosaurus)                                                        |
|  | |

|  | Liopleurodon ferox                                                                           |
|  |                                                                                              |
|  | pliosauridi specializzati (tra cui Brachauchenius, Kronosaurus, Pliosaurus e Gallardosaurus) |
|  |                                                                                              |

|  | Simolestes vorax |
|  | |
|  | \| \| Liopleurodon ferox \| \| \| \| \| \| pliosauridi specializzati (tra cui Brachauchenius, Kronosaurus, Pliosaurus e Gallardosaurus) \| \| \| \| |
|  | |
|  | Liopleurodon ferox |
|  | |
|  | pliosauridi specializzati (tra cui Brachauchenius, Kronosaurus, Pliosaurus e Gallardosaurus)                                                        |
|  | |

|  | Liopleurodon ferox                                                                           |
|  |                                                                                              |
|  | pliosauridi specializzati (tra cui Brachauchenius, Kronosaurus, Pliosaurus e Gallardosaurus) |
|  |                                                                                              |

|  | Simolestes vorax |
|  | |
|  | \| \| Liopleurodon ferox \| \| \| \| \| \| pliosauridi specializzati (tra cui Brachauchenius, Kronosaurus, Pliosaurus e Gallardosaurus) \| \| \| \| |
|  | |
|  | Liopleurodon ferox |
|  | |
|  | pliosauridi specializzati (tra cui Brachauchenius, Kronosaurus, Pliosaurus e Gallardosaurus)                                                        |
|  | |

|  | Liopleurodon ferox                                                                           |
|  |                                                                                              |
|  | pliosauridi specializzati (tra cui Brachauchenius, Kronosaurus, Pliosaurus e Gallardosaurus) |
|  |                                                                                              |

|  | Simolestes vorax |
|  | |
|  | \| \| Liopleurodon ferox \| \| \| \| \| \| pliosauridi specializzati (tra cui Brachauchenius, Kronosaurus, Pliosaurus e Gallardosaurus) \| \| \| \| |
|  | |
|  | Liopleurodon ferox |
|  | |
|  | pliosauridi specializzati (tra cui Brachauchenius, Kronosaurus, Pliosaurus e Gallardosaurus)                                                        |
|  | |

|  | Liopleurodon ferox                                                                           |
|  |                                                                                              |
|  | pliosauridi specializzati (tra cui Brachauchenius, Kronosaurus, Pliosaurus e Gallardosaurus) |
|  |                                                                                              |

|  | Simolestes vorax |
|  | |
|  | \| \| Liopleurodon ferox \| \| \| \| \| \| pliosauridi specializzati (tra cui Brachauchenius, Kronosaurus, Pliosaurus e Gallardosaurus) \| \| \| \| |
|  | |
|  | Liopleurodon ferox |
|  | |
|  | pliosauridi specializzati (tra cui Brachauchenius, Kronosaurus, Pliosaurus e Gallardosaurus)                                                        |
|  | |

|  | Liopleurodon ferox                                                                           |
|  |                                                                                              |
|  | pliosauridi specializzati (tra cui Brachauchenius, Kronosaurus, Pliosaurus e Gallardosaurus) |
|  |                                                                                              |

|  | Simolestes vorax |
|  | |
|  | \| \| Liopleurodon ferox \| \| \| \| \| \| pliosauridi specializzati (tra cui Brachauchenius, Kronosaurus, Pliosaurus e Gallardosaurus) \| \| \| \| |
|  | |
|  | Liopleurodon ferox |
|  | |
|  | pliosauridi specializzati (tra cui Brachauchenius, Kronosaurus, Pliosaurus e Gallardosaurus)                                                        |
|  | |

|  | Liopleurodon ferox                                                                           |
|  |                                                                                              |
|  | pliosauridi specializzati (tra cui Brachauchenius, Kronosaurus, Pliosaurus e Gallardosaurus) |
|  |                                                                                              |

## Significato dei fossili
Lo studio del 2015 ha evidenziato la struttura interna particolarmente spugnosa di un osso di Anguanax; dal momento che, nei plesiosauri, le ossa sono compatte negli esemplari giovani e spugnose in quelli adulti, l'esemplare di Anguanax è un adulto.
Le analisi compiute nello studio del 2015, inoltre, suggeriscono che gli antenati di Anguanax si fossero originati durante un breve intervallo del Giurassico, tra 176 e 171 milioni di anni fa, e che l'evoluzione di Anguanax fu molto più rapida rispetto a quella degli altri plesiosauri coevi ma vissuti in altri luoghi. Una simile evoluzione rapida sembrerebbe avere riscontro anche in altri rettili ritrovati nel Rosso Ammonitico, come il metriorinchide Neptunidraco.
È possibile che la causa di queste repentine evoluzioni nei rettili marini del Rosso Ammonitico sia da ricercare nella rapida riduzione delle aree di mare basso durante il Giurassico medio-superiore in Europa e (in particolare) nel Veneto. È quindi possibile che, in assenza di acque basse in cui migrare, sprofondate a causa dei processi di formazione della Tetide, questi rettili marini si evolvettero rapidamente per adattarsi a vivere in mare aperto.